# Utrechtse Heuvelrug (comună)
Utrechtse Heuvelrug este o comună situată în regiunea cu același nume Utrechtse Heuvelrug, în provincia provincia Utrecht, Țările de Jos. 
Comuna Utrechtse Heuvelrug a fost constituită la 1 ianuarie 2006, când au fost reunite localitățile: Amerongen, Doorn, Driebergen-Rijsenburg, Leersum și Maarn.

## Populația
Utrechtse Heuvelrug are 48.600 de locuitori.
La 1 ianuarie 2006, Utrechtse Heuvelrug avea:
| Localități componente | Locuitori |
| --------------------- | --------- |
| Driebergen-Rijsenburg | 18.220    |
| Doorn                 | 8.340     |
| Leersum               | 6.480     |
| Amerongen             | 5.170     |
| Maarn                 | 4.260     |
| Maarsbergen           | 850       |